# Capilla de San Vicente de Paul (Jerusalén)
La Capilla de San Vicente de Paul (en hebreo: מנזר סן ונסן דה פול) es una gran capilla católica que sirve el Hospicio de San Vicente de Paul en Jerusalén. Está dedicado a la fundadora de las Hijas de la Caridad que también maneja un hospital y un guardería contigua. Esta es una de las grandes iglesias católicas de la ciudad. Las hermanas están presentes en Tierra Santa desde 1884.
La capilla se construyó en el estilo neorrománico. La nave central está delimitada pilares neorrománicos apoyados en galerías laterales.

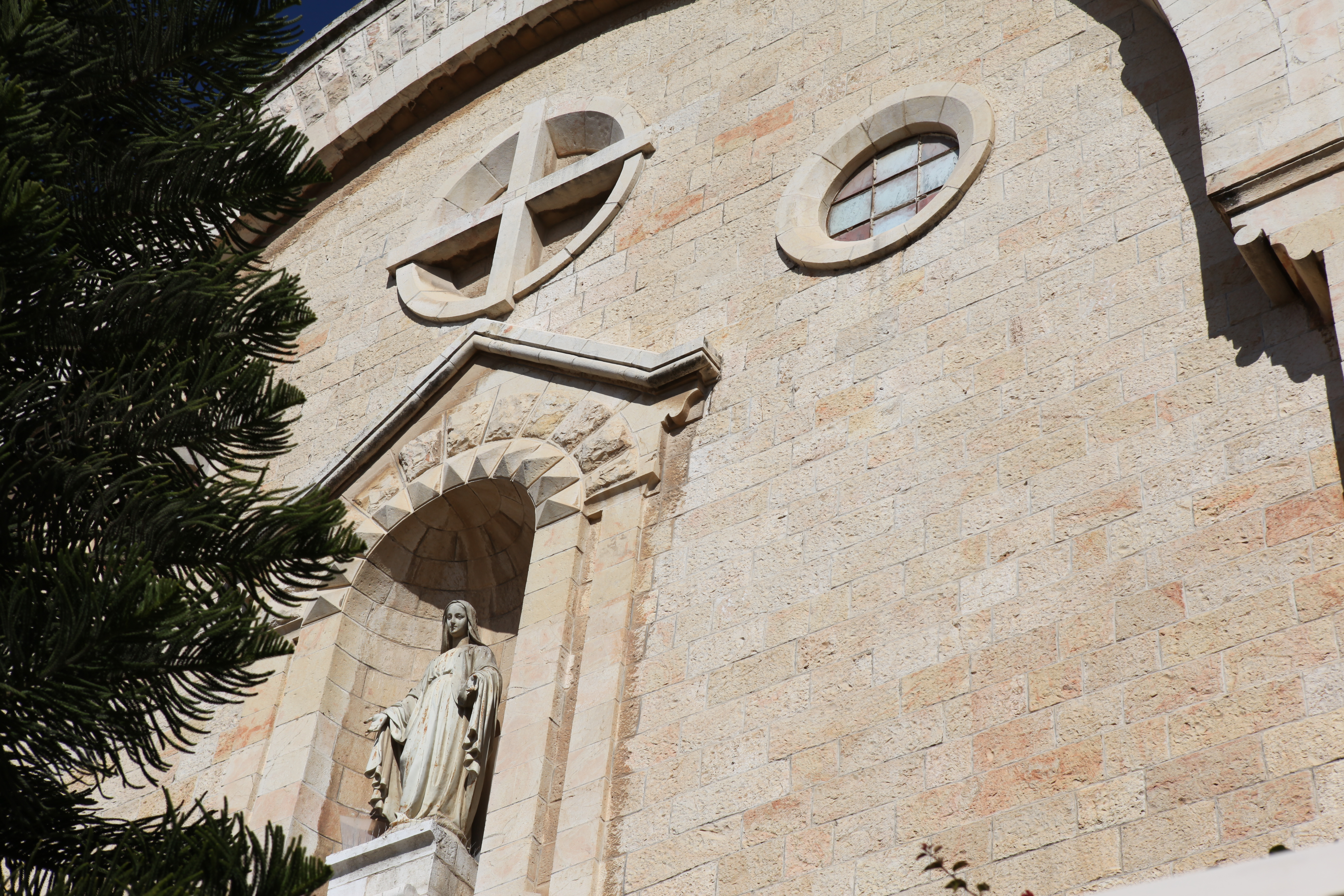
Vista de la fachada

Un moderno edificio alto, cuya construcción solo estuvo permitida recientemente por las autoridades israelíes ahora bloquea la vista del hospicio y la capilla para suprimir la visión de sus fachadas en todo el barrio y la naturaleza cristiana de estos edificios en el horizonte.[cita requerida]